# 松浦市立志佐小学校
松浦市立志佐小学校（まつうらしりつ しさしょうがっこう、Matsuura City Shisa Elementary School）は、長崎県松浦市志佐町浦免にある公立小学校。

## 概要
歴史
1873年（明治6年）に創立。2013年（平成25年）には創立140周年を迎えた。
校章
1959年（昭和34年）制定。柏の葉を背景にして、中央に校名の「志小」の文字（縦書き）を置いている。またカタカナの「サ」の字を4つ並べて「4サ」（志佐）を表している。
校歌
1922年（大正11年）制定。作詞は山本明、作曲は磯尾純による。歌詞は2番まであり、歌詞中に校名の「志佐」は登場しない。
校区
「長崎県松浦市志佐町」の後に「浦免、白浜免、西山免、庄野免、里免、高野免、栢木免、池成免（一部）」が続く地域。中学校区は松浦市立志佐中学校。

## 沿革
- 1883年（明治6年）4月30日 - 無量寺（現・圓成寺）で授業を開始。
- 1884年（明治7年）- 隣村の高野村と連合で第五大学区長崎県管下第四中学区松浦郡の小学校として「志佐大明小学校」を設置。
- 1877年（明治10年）- 高野村と分離し、浦免に「志佐小学校」を開設。
- 1878年（明治11年）- 白浜免に分校を設置。この年郡制の施行により、北松浦郡に属することとなる。
- 1883年（明治16年）6月 - 初等科を設置し、「公立初等志佐小学校」に改称。
- 1885年（明治18年）3月 - 中等科を設置し、「公立中等志佐小学校」に改称。
- 1886年（明治19年）
  - 4月 - 小学校令の施行により、「尋常志佐小学校」に改称。白浜分校を廃止。
  - 11月15日 - 志佐村浦免に「長崎県第十六高等小学校」が設置される。北松浦郡の中の11村を学区とする。
- 1887年（明治20年）- 無量寺跡の寺屋が長崎県第十六高等小学校の仮校舎となる。また高等小学校の寄宿舎が設置される。
  - 高等小学校の学区は広く、通学困難な児童を対象に寄宿舎が設置された。
- 1889年（明治22年）4月1日 - 町村制の施行により、尋常志佐小学校が志佐町立の小学校となる。
- 1890年（明治23年）- 長崎県第十六高等小学校の新校舎が完成。
- 1892年（明治25年）4月 - 「志佐尋常小学校」に改称（「尋常」の位置が変更になる）。
- 1893年（明治26年）- 長崎県第十六高等小学校が廃止され、「一町三ヶ村[1]組合立 志佐高等小学校」が設置される（県立から学校組合立となる）。
- 1898年（明治31年）- 志佐高等小学校の学校組合から御厨村が脱退[2]。
- 1900年（明治33年）6月 - 志佐町里免谷口に志佐高等小学校の新校舎が完成。
- 1901年（明治34年）6月 - 庄野免（現・松浦警察署所在地）に校舎を移転。
- 1908年（明治41年）4月1日 - 小学校令の改正により、義務教育年限（尋常科の修業年限）が4年から6年に延長されたため、尋常科5年を設置。
- 1909年（明治42年）4月1日 - 尋常科6年を設置。
- 1916年（大正5年）- 志佐農業補習学校が併置される。
- 1919年（大正8年）
  - 3月31日 - 学校組合の解消に伴い、志佐高等小学校が廃止される。
  - 4月1日 - 高等科を併置し、「志佐尋常高等小学校」に改称。
- 1922年（大正11年）11月13日 - 校歌を制定。
- 1925年（大正14年）2月 - 新校舎が完成。（現・エミネント工場の所在地）
- 1935年（昭和10年）- 青年学校令の施行により、併設の志佐農業補習学校が「志佐青年学校」に改称。
- 1941年（昭和16年）4月1日 - 国民学校令の施行により、「志佐国民学校」に改称。尋常科を初等科に改める（初等科6年・高等科2年）。
- 1947年（昭和22年）4月1日 - 学制改革（六・三制の実施）が行われる。
  - 国民学校の初等科が改組され、「志佐町立志佐小学校」に改称。
  - 国民学校の高等科と青年学校の普通科が改組され、「志佐町立志佐中学校」（新制中学校）が発足。小学校に併設される。
- 1948年（昭和23年）- 中学校の校舎が完成し、小学校との併設を解消。
- 1955年（昭和30年）1月1日 - 松浦市の発足により、「松浦市立志佐小学校」（現校名）に改称。
- 1956年（昭和31年）
  - 2月 - 完全給食を開始。
  - 3月31日 - 校区改定により、松浦市立上志佐小学校高野分校が廃止され、その児童が志佐小学校に転入。
- 1962年（昭和37年）3月 - 鉄筋コンクリート造の新校舎（8教室）が完成。
- 1968年（昭和43年）5月 - 給食センター方式の給食を開始。
- 1969年（昭和44年）2月 - 運動場を整備。
- 1970年（昭和45年）9月 - プールが完成。
- 1973年（昭和48年）11月 - 創立100周年記念式典を挙行。毎年4月30日を創立記念日とする。
- 1977年（昭和52年）12月 - 体育館が完成。
- 1981年（昭和56年）11月　- 運動場にアスレチック・高鉄棒・砂場が完成。
- 1986年（昭和61年）3月 - プレハブ校舎が完成。
- 1987年（昭和62年）8月 - 校舎の全面改装を実施。
- 1998年（平成10年）1月 - パソコン教室を設置。
- 2002年（平成14年）3月 - 校舎老朽化に伴い、特別教室棟が完成。
- 2003年（平成15年）3月 - 校舎老朽化に伴い、管理棟と教室棟が完成。
- 2004年（平成16年）1月 - 中庭と運動場が完成。

## アクセス
最寄りの鉄道駅
- 松浦鉄道 西九州線 「松浦駅」

最寄りのバス停
- 西肥自動車（西肥バス）「エミネント前」バス停

最寄りの国道・県道
- 国道204号
- 長崎県道11号佐世保日野松浦線

## 周辺
- 松浦市役所
- 松浦市図書館
- 松浦市児童館
- 松浦市立志佐中学校
- 長崎県立松浦高等学校
- 松浦スポーツセンター
- 松浦警察署
- 松浦郵便局
- 松浦幼稚園

## 関連事項
- 長崎県小学校一覧